# Montcuq

Montcuq este o comună în departamentul Lot din sudul Franței. În 2009 avea o populație de 1.294 de locuitori.

## Evoluția populației
| An        | 1975  | 1982  | 1990  | 1999  | 2006  | 2009  |
| --------- | ----- | ----- | ----- | ----- | ----- | ----- |
| Populație | 1.096 | 1.071 | 1.189 | 1.263 | 1.321 | 1.294 |